# Versalles (Buenos Aires)
Versalles (también conocido como Versailles) es uno de los barrios en que se encuentra dividida la Ciudad de Buenos Aires. Forma parte de la Comuna 10 junto con Villa Real, Monte Castro, Floresta, Vélez Sarsfield y Villa Luro.
Está delimitado por las calles Nogoyá, Irigoyen, Av. Juan B. Justo y Av. General Paz. Limita con los barrios de Villa Real al norte, Monte Castro y Villa Luro al este y Liniers al sur, y con la localidad bonaerense de Ciudadela al oeste.

## Historia

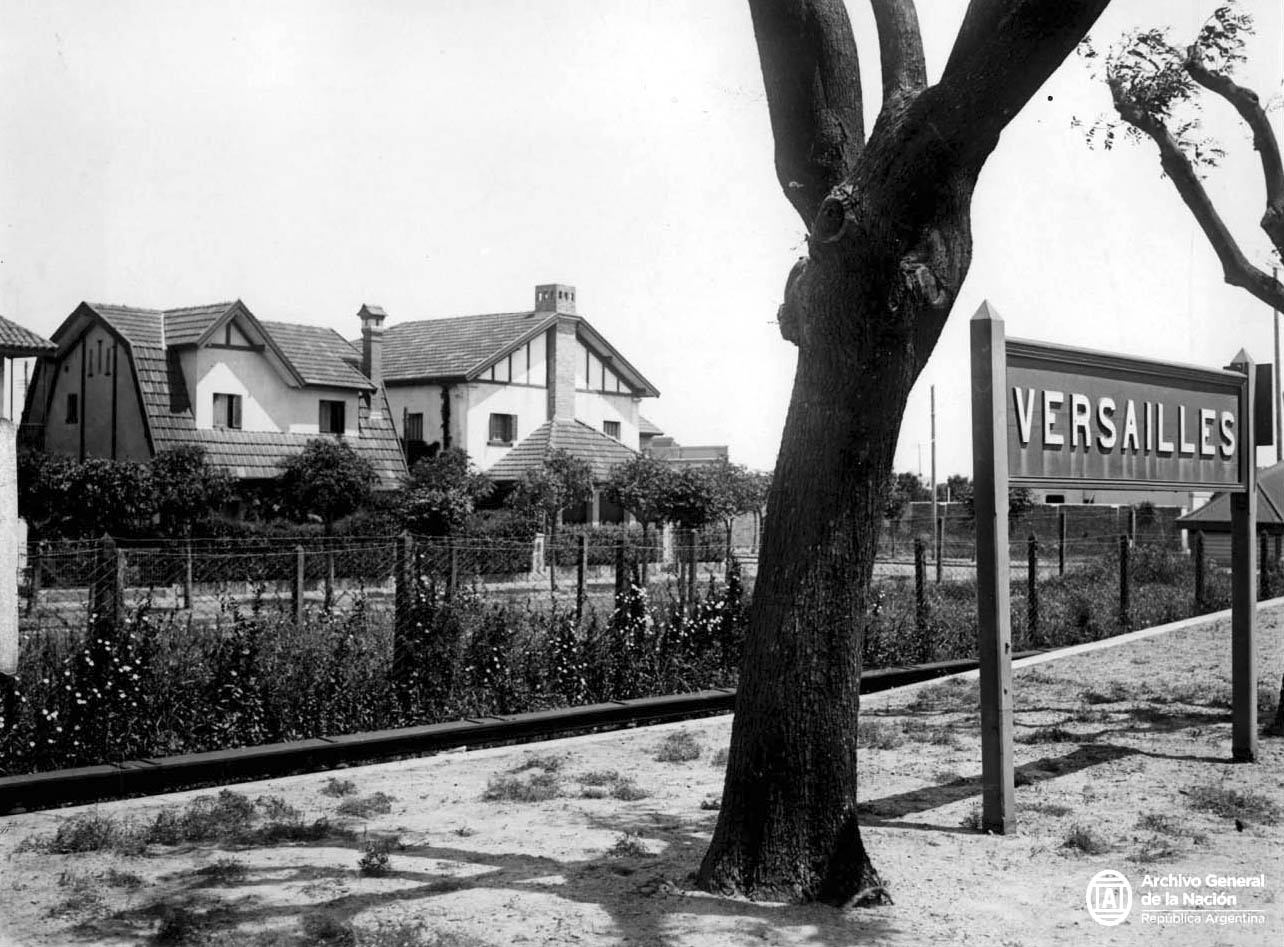
Estación Versailles del Ferrocarril del Oeste.

La zona que hoy ocupa el barrio de Versalles era propiedad de Don Pedro Fernández de Castro, y era conocida dos siglos atrás con el nombre de Monte Castro. A fines del siglo XVIII una parte de estos terrenos pasó a formar parte del patrimonio de Don Juan Pedro de Córdoba, y después de su muerte pasaron a manos de su hija Mercedes quién fue la responsable de subdividir el terreno en lotes. Durante el siglo XIX la zona fue comprada por Manuel de Sarratea y posteriormente vendida a Justa Visillac de Rodríguez. Después de la muerte de esta, uno de sus hijos, Luis José Rodríguez, compró la parte a sus hermanos y quedó como único propietario de esos terrenos.
En 1911, el Ferrocarril del Oeste extiende su recorrido desde Villa Luro hasta esta zona y la compañía de Tierras del Oeste adquiere los terrenos linderos a la Av. Gral. Paz, para subdividirlos, aunque todavía no tenían nombre. En ese momento regresa de París el médico de la compañía, Dr. José Guerrico, quien recordando el palacio de Versalles, cerca de París, sugiere el nombre de ese palacio para la nueva zona.

## Características del barrio

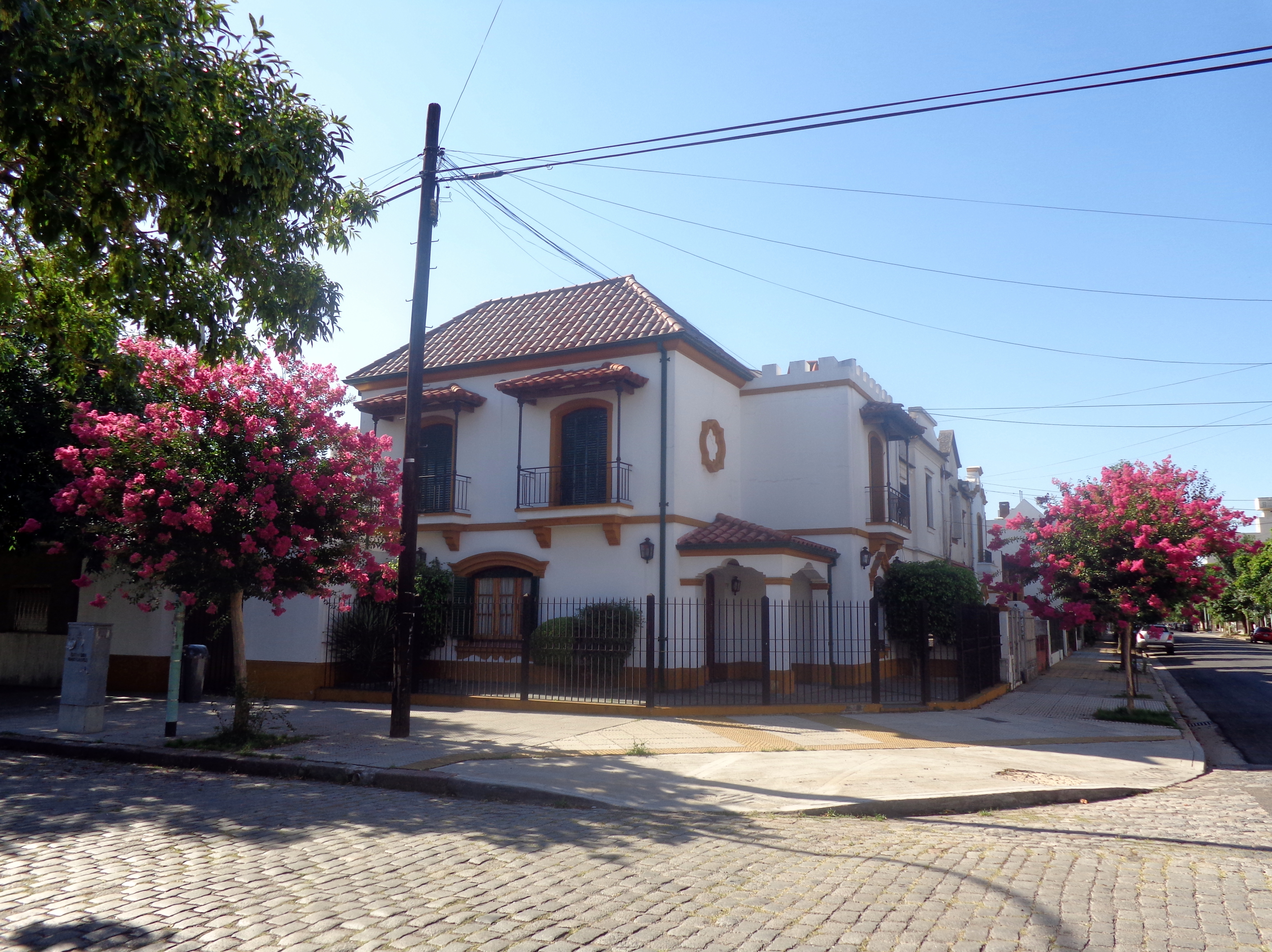
Esquina de Arregui y Madero.

El barrio tiene algunas "características especiales" que lo hacen bastante particular. Tiene la mayor cantidad de espacios verdes por habitante de Buenos Aires, es el barrio con más altura de la ciudad, y también, según mediciones del Gobierno de la Ciudad, es el barrio más silencioso de la Ciudad Autónoma de Buenos Aires. Esto se debe a que en su geografía solo cuatro calles son avenidas, y solo dos de ellas no demarca sus límites (la Av. Álvarez Jonte que cruza el barrio solo por un trayecto de cinco cuadras y la Av. Arregui, que es oficialmente una avenida durante cinco cuadras). 
Al ser un barrio considerado como residencial por el Gobierno de la Ciudad de Buenos Aires, no se permiten edificaciones de más de tres pisos de altura, por lo que la densidad de población es una de las más bajas de la Ciudad Autónoma de Buenos Aires. 
El estilo de sus casas está influenciado por la arquitectura inglesa, debido a la gran cantidad de inmigrantes de este origen que se afincaron en el barrio para trabajar en el ferrocarril. Ellos fueron los que impusieron su estilo, el mismo que en algunos lugares todavía se conserva.
Sus instituciones más conocidas son la Biblioteca Belisario Roldán, las escuelas primarias John F. Kennedy y Estados Unidos de América, la escuela Guillermo Hudson, el Club Atlético Versailles y el Ateneo Popular de Versailles.

## Demografía
Población total discriminado por sexo (año 2001) y densidad poblacional (año 2001)
| Total  | Sexo    | Sexo    | Superficie (km²) | Densidad (Hab/km²) |
| Total  | Varones | Mujeres | Superficie (km²) | Densidad (Hab/km²) |
| 14 178 | 6621    | 7557    | 1,5              | 9452               |

## En cine y televisión
- La famosa comedia del cine argentino Esperando la carroza de Alejandro Doria, fue filmada en 1985 en este barrio. Sigue en pie la casa que en la ficción era de propiedad de China Zorrilla y Juan Manuel Tenuta, en Echenagucía 1232.[4] En la Plaza Banff se grabó la escena de Nora de Musicardi (Betiana Blum) y Susana de Musicardi (Mónica Villa), y la escena final de Mamá Cora (Antonio Gasalla).

- En el año 2001 también se filmó la película El hijo de la novia, siendo las escenas finales filmadas en la intersección de las calles Gallardo y Nogoyá.
- En la Plaza Banff se ha grabado varias escenas de la novela de Pol-ka Producciones, Los Únicos (2011).